# Velká Losenice
Velká Losenice är en ort i Tjeckien.   Den ligger i regionen Vysočina, i den centrala delen av landet, 120 km sydost om huvudstaden Prag. Velká Losenice ligger 545 meter över havet och antalet invånare är 985.
Terrängen runt Velká Losenice är platt.Runt Velká Losenice är det ganska tätbefolkat, med 78 invånare per kvadratkilometer. Närmaste större samhälle är Žďár nad Sázavou Druhy, 6,9 km öster om Velká Losenice. Trakten runt Velká Losenice består till största delen av jordbruksmark.